# Mark Sykes (football)
Pour les articles homonymes, voir Sykes.
Mark Sykes, né le 4 août 1997 à Belfast, est un footballeur international irlandais qui évolue au poste de milieu de terrain au Bristol City.

## Biographie

### Carrière en club
Né à Belfast en Irlande du Nord, Mark Sykes est formé par le Glenavon FC, où il commence sa carrière professionnelle en championnat d'Irlande du Nord, dont il s'illustre comme un des plus grand espoirs,. 
En janvier 2019, il est transféré au Bristol City en championnat d'Angleterre de troisième division.
Il joue son premier match avec l'équipe première du club d'Oxford le 8 janvier 2019 en EFL Trophy.
En mai 2022, son transfert à Bristol City est annoncé, avec un contrat de trois ans avec option d'un an supplémentaire, chez le club de deuxième division.

### Carrière en sélection
Sykes est international avec l'équipe d'Irlande du Nord des moins de 19 ans puis avec l'Irlande du Nord espoirs.
En mai 2019, Sykes est convoqué pour la première fois avec l'équipe d'Irlande du Nord senior, mais après plusieurs convocations sans connaitre sa première sélection, il choisit finalement d'opter pour la république d'Irlande,,, refusant l'appel de son sélectionneur espoirs Ian Baraclough à l'été 2020, dans l'espoir d'être appelé dans la sélection qu'il déclare supporter depuis toujours, et sans promesse d'être appelé avec celle-ci,.
Il reçoit finalement son premier appel avec l'Irlande en mars 2022. Il honore ensuite sa première sélection le 20 novembre 2022, lors d'une victoire 1-0 en match amical contre Malte, devenant ainsi le premier joueur né à Belfast à représenter la république d'Irlande depuis 1946,.